# شونفلد (زاکسونی)-آنهالت
شونفلد (زاکسونی)-آنهالت (به آلمانی: Schönfeld) یک منطقهٔ مسکونی در آلمان است که در کامرن واقع شده‌است. شونفلد ۲۳۱ نفر جمعیت دارد.